# Josep Peris
Josep Peris Crespo (nacido el 6 de agosto de 2000 en Valencia, España) es un jugador profesional español de baloncesto, puede jugar tanto de escolta como de base y actualmente juega en el Club Baloncesto Zamora de la Primera FEB.

## Trayectoria
Es un jugador formado en las categorías inferiores del Valencia Basket y Club Bàsquet Llíria. En la temporada 2017-18, con apenas 17 años debutó con el Club Bàsquet Llíria en Liga EBA. 
En la temporada 2020-21, firma por el Club Baloncesto Villarrobledo de la Liga LEB Plata.
En la temporada 2021-22, firma por el Alquimisa Carbajosa Empresarial de la Liga LEB Plata.
En la temporada 2022-23, firma por el Baloncesto Talavera de la Liga LEB Plata.
En la temporada 2023-24, firma por el Club Baloncesto Zamora de la Liga LEB Plata, con el que lograría el doblete de Copa y ascenso. Peris disputó 32 partidos, 10,9 puntos y 10,2 de valoración en LEB Plata, con un triple sobre la bocina que llevó a la prórroga y decantó la Copa LEB Plata 2024 para el conjunto zamorano.
El 19 de julio de 2024, firma por el Club Bàsquet Sant Antoni de la Liga LEB Plata.
El 14 de junio de 2025, firma por el Club Baloncesto Zamora de la Primera FEB.

### Selección nacional
Es internacional en las categorías inferiores de la selección española de baloncesto.